# Championnat de Thaïlande de football 2004-2005
Navigation
Saison précédente Saison suivante
La saison 2004-2005 du Championnat de Thaïlande de football est la 9e édition du championnat de première division en Thaïlande. Les dix meilleurs clubs du pays sont regroupés au sein d'une poule unique, la Thai Premier League, où ils s'affrontent deux fois au cours de la saison, à domicile et à l'extérieur. En fin de saison, pour permettre le passage du championnat de 10 à 12 clubs, les deux derniers du classement sont relégués et remplacés par les deux meilleurs clubs de Thai Division 1 League et les deux meilleurs de Provincial League, afin de permettre à des formations basées hors de Bangkok d'intégrer l'élite.
C'est le club de Thailand Tobacco Monopoly qui remporte le championnat après avoir terminé en tête du classement, avec deux points d'avance sur un duo composé d'un promu, Provincial Electrical Authority et d'Osotsapa M-150. C'est le tout premier titre de champion de Thaïlande de l'histoire du club. Le double tenant du titre, Krung Thai Bank, ne termine qu'à la 5e place du classement.
Les deux premiers du championnat obtient leur billet pour la prochaine Ligue des champions de l'AFC.

## Les clubs participants
| - Bangkok Bank FC - Port Authority of Thailand FC - Provincial Electrical Authority - Promu de D2 - Osotsapa M-150 - Krung Thai Bank | - BEC Tero Sasana - TOT FC - Promu de D2 - Thailand Tobacco Monopoly - Bangkok University FC - Royal Thai Navy FC |

## Compétition

### Classement
Le barème utilisé pour établir le classement est le suivant :
- Victoire : 3 points
- Match nul : 1 point
- Défaite : 0 point

| Rang | Équipe                              | Pts | J  | G | N | P  | Bp | Bc | Diff |
| ---- | ----------------------------------- | --- | -- | - | - | -- | -- | -- | ---- |
| 1    | Thailand Tobacco Monopoly           | 34  | 18 | 9 | 7 | 2  | 26 | 11 | +15  |
| 2    | Provincial Electrical Authority (P) | 32  | 18 | 9 | 5 | 4  | 23 | 19 | +4   |
| 3    | Osotsapa M-150                      | 32  | 18 | 9 | 5 | 4  | 34 | 20 | +14  |
| 4    | Port Authority of Thailand          | 26  | 18 | 7 | 5 | 6  | 26 | 27 | -1   |
| 5    | Krung Thai Bank (T)                 | 25  | 18 | 6 | 7 | 5  | 24 | 24 | 0    |
| 6    | BEC Tero Sasana                     | 25  | 18 | 6 | 7 | 5  | 19 | 18 | +1   |
| 7    | Bangkok University FC               | 22  | 18 | 5 | 7 | 6  | 16 | 21 | -5   |
| 8    | Bangkok Bank FC                     | 20  | 18 | 5 | 5 | 8  | 25 | 28 | -3   |
| 9    | TOT FC (P)                          | 16  | 18 | 3 | 7 | 8  | 20 | 25 | -5   |
| 10   | Royal Thai Navy FC                  | 10  | 18 | 3 | 1 | 14 | 11 | 33 | -22  |

|  | Qualification pour la Ligue des champions de l'AFC 2006 |
|  | Relégation en deuxième division                         |
|  | (T) : Tenant du titre (P) : Promu de D2                 |

## Bilan de la saison
| Championnat de Thaïlande de football 2004-2005 |                                       |
| Champion                                       | Thailand Tobacco Monopoly (1er titre) |
| Coupes et trophées                             |                                       |
| Vainqueur de la Coupe de Thaïlande 2004-2005   | Non disputée                          |
| Qualifications continentales                   |                                       |
| Ligue des champions de l'AFC 2006              | Thailand Tobacco Monopoly             |
| Ligue des champions de l'AFC 2006              | Provincial Electrical Authority       |
| Promotions et relégations                      |                                       |
| Promus en Thailand Soccer League               | Royal Thai Army FC                    |
| Promus en Thailand Soccer League               | FC Thai-Honda                         |
| Promus en Thailand Soccer League               | Chonburi FC                           |
| Promus en Thailand Soccer League               | Suphanburi FC                         |
| Relégués en Thai Division 1 League             | Royal Thai Navy FC                    |
| Relégués en Thai Division 1 League             | TOT FC                                |